# John Gould
John Gould (14 de septiembre de 1804 – 3 de febrero de 1881) fue un naturalista y ornitólogo inglés.
La Gould League en Australia lleva su nombre en honor a sus contribuciones a la ornitología. Su identificación de los pinzones de Charles Darwin fue básica para el desarrollo de la teoría del origen de las especies.

## Biografía
Gould nació en Lyme Regis, Dorset, y era el hijo de un jardinero. Poco después de su nacimiento su padre obtuvo un puesto en una finca cerca de Guildford, Surrey, y en 1818 fue nombrado capataz de los jardines reales de Windsor. Gould inició su formación como horticultor y fue entonces cuando se convirtió en un experto en taxidermia.
En 1824 inició un negocio de taxidermia en Londres y sus habilidades le llevaron a ser el primer conservador del museo de la Zoological Society of London en 1827.
Su trabajo le puso en contacto con los mejores naturalistas de Inglaterra y también la oportunidad de ser el primero en ver las nuevas colecciones de aves que  llegaban a la Sociedad.
En 1830 llegó una colección de aves del Himalaya, de las cuales muchas no se habían descrito con anterioridad. Gould publicó estas aves en A Century of Birds from the Himalayas (1830–1832). El texto fue escrito por Nicholas Aylward Vigors y las ilustraciones eran litografías de la mujer de Gould, Elizabeth. Este trabajo fue seguido por cuatro más en los siete años siguientes, con sextos del propio Gould y editados por Edwin Prince. Algunas de las ilustraciones eran de Edward Lear.
Cuando Charles Darwin presentó los especímenes de aves y mamíferos recogidos durante su viaje en el Beagle a la Geological Society of London en su reunión del 4 de enero de 1837, las aves fueron entregadas a Gould para su identificación. Después de trabajar en ello, en la siguiente reunión del 10 de enero informó que las aves de las Islas Galápagos que Darwin pensaba que eran mirlos, picogordos y pinzones, eran en realidad "una serie de pinzones tan particulares" como para "formar un grupo enteramente nuevo, que contendría doce especies". La historia llegó a los periódicos. En marzo Darwin y Gould se encontraron de nuevo, descubriendo que el "chochín de Galápagos" de Darwin era en realidad otra especie de pinzón y que sus "mockingbirds" que había recogido en cada isla eran en realidad especies separadas y no variaciones, con parientes en la Sudamérica continental.
Posteriormente Gould informó de que el pequeño ñandú del sur que había sido salvado de una cena de Navidad era una especie nueva que llamó Rhea darwinii, con un territorio que se solapaba parcialmente con los el de los ñandús del norte. Darwin no se había molestado en etiquetar sus pinzones indicando la isla de procedencia, pero otros miembros de la expedición tuvieron más cuidado. Darwin buscó los especímenes recogidos por el capitán Robert FitzRoy y por la tripulación. A partir de ellos fue capaz de establecer que cada especie era única de ciertas islas, lo que supuso un importante paso en el desarrollo de la teoría de la evolución.

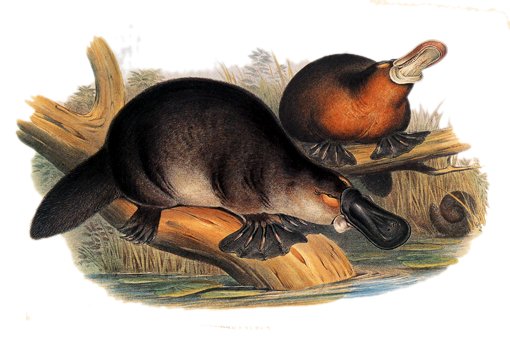
Ornitorrincos. Autor: John Gould.

En 1838 el matrimonio Gould embarcó hacia Australia con el propósito de estudiar las aves del país y ser los primeros en publicar un libro sobre el tema. Junto con ellos fue el naturalista John Gilbert. Llegaron a Tasmania en septiembre, conociendo al gobernador John Franklin y a su mujer. Gould y Gilbert recogieron ejemplares en la isla.
En febrero de 1839 Gould embarcó hacia Sídney, dejando a su mujer embarazada con los Franklins. Gould viajó hasta la estación de su cuñado en Yarrundi, empleando tiempo en buscar Ptilonorhynchidae en el Liverpool Range. En abril volvió a Tasmania para el nacimiento de su hijo. En mayo embarcó hacia Adelaida para conocer a Charles Sturt, que se estaba preparando para una expedición al río Murray. Gould recogió especímenes en las montañas de la cadena Mount Lofty y en Murray Scrubs, volviendo a Hobart en julio. Después viajó con su mujer a Yarrundi. Volvieron a Inglaterra en mayo de 1840.
El resultado del viaje fue The Birds of Australia (1840–1848). El libro incluía seiscientas láminas en siete volúmenes, trescientas veintiocho de las especies eran nuevas para la ciencia y fueron bautizadas por Gould. También publicó A Monograph of the Macropodidae, or Family of Kangaroos (1841–1842) y The Mammals of Australia (1849–1861).

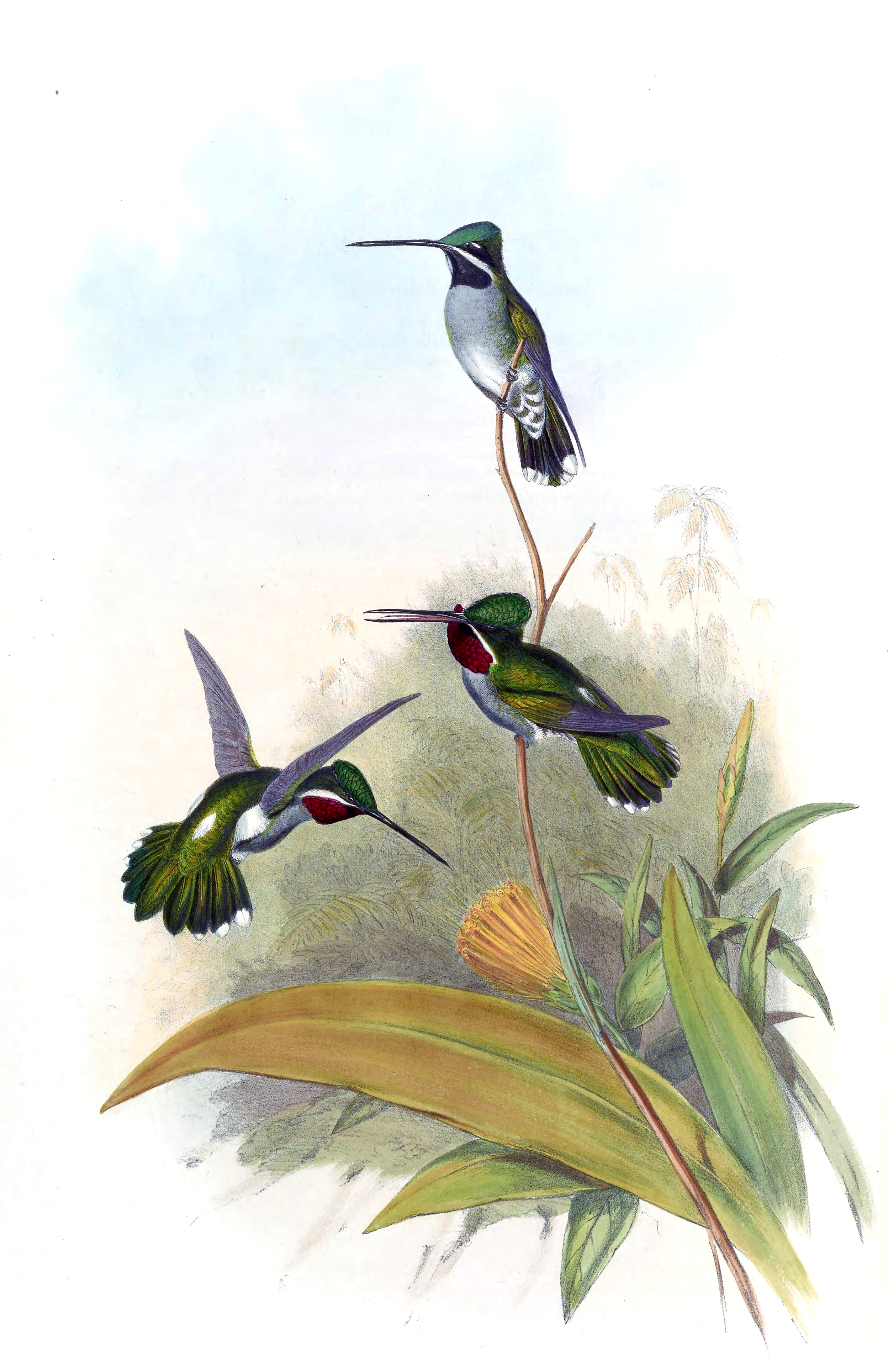
Colibrí piquilargo (litografía John Gould).

Después de la muerte de su mujer en 1841 los libros de Gould fueron ilustrados por distintos artistas incluyendo a Henry Constantine Richter, William Matthew Hart y Joseph Wolf.
Durante su carrera profesional Gould sintió un especial interés por los colibríes. Acumuló una colección de trescientas veinte especies, que exhibió en la Gran Exhibición de 1851. A pesar de su interés Gould nunca había visto un colibrí vivo.
En mayo de 1857 viajó a los Estados Unidos con su segundo hijo Charles. Llegó a Nueva York antes de la temporada para ver colibríes en la ciudad; y el 21 de mayo en los jardines Bartram de Filadelfia pudo ver su primer colibrí vivo (Archilochus colubris). Después continuó su viaje a Washington donde pudo ver un gran número de ellos en los jardines del Capitolio. Gould intentó llegar a Inglaterra con ejemplares vivos pero sin saber las condiciones necesarias para mantenerlos con vida lo máximo que pudo mantenerlos fueron dos meses. Gould publicó su Monograph of Trochilidae en 1861.
La Gould League, fundada en Australia en 1909, fue llamada así en su honor. Esta organización da a muchos australianos su primera introducción a las aves, junto con educación ecológica y ambiental. Uno de sus más importantes patrocinadores es la Royal Australasian Ornithologists Union (ahora conocida como Birds Australia).

## Algunas publicaciones
- Wikisource contiene obras originales de o sobre John Gould.

Fuente: Australian Museum Research Library (enlace roto disponible en Internet Archive; véase el historial, la primera versión y la última).
- john Gould. The birds of Asia. 1850-83 7 vols. 530 planchas. Artistas: J. Gould, H. C. Richter, W. Hart, J. Wolf. Litógrafos: H. C. Richter, W. Hart. Partes 33-55 completadas post mortem, por R. Bowdler Sharpe. Vol VI : artista y litógrafo: W. Hart

- -----------------. The birds of Australia. 1840-48. 7 vols. 600 planchas. Artistas: J. Gould, E. Gould, litógrafo: E. Gould

- -----------------. The birds of Australia; Supplement 1851-69. 1 vol. 81 planchas. Artistas: J. Gould, H. C. Richter; litógrafo: H. C. Richter

- -----------------. The Birds of Great Britain; 1862-73. 5 vols. 367 planchas. Artistas: J. Gould, J. Wolf, H.C. Richter, W. Hart; litógrafos: H. C. Richter, W. Hart

- -----------------. The Birds of Great Britain; 1862-73. 5 vols. 367 planchas. Artista: J. Wolf; litógrafo: H. C. Richter

- -----------------. The birds of New Guinea and the adjacent Papuan Islands, including many new species recently discovered in Australia; 1875-88. 5 vols. 300 planchas. Partes 13-25 completadas postmortem por R. Bowdler Sharpe. Artistas: J. Gould, W. Hart; litógrafo: W. Hart

- -----------------. A monograph of the Odontophorinae, or partridges of America; 1844-50 1 vol. 32 planchas. Artistas: J. Gould, H. C. Richter; litógrafo: H. C. Richter

- -----------------. A monograph of the Ramphastidae, or family of toucans; 1833-35. 1 vol. 34 planchas. Artistas: J. Gould, E. Gould, E. Lear, G. Scharf; litógrafos: E. Gould, E. Lear;
- Edición de 1854. Todas las planchas atribuidas a John Gould y H. C. Richter
  - nueva impresión con 51 planchas: Taschen, Colonia, Alemania 2011 ISBN 978-3-8365-0524-6

- -----------------. A monograph of the Trochilidae, or family of humming-birds Supplement. Completó post mortem R. Bowdler Sharpe; 1880-87. 5 partes. 58 planchas. Artistas: J. Gould, W. Hart; litógrafo: W. Hart

- -----------------. A synopsis of the birds of Australia, and the adjacent islands. 1837-38 1 vol. 73 planchas. Artista y litógrafo: E. Gould

## Honores
Muchas especies le fueron dedicada a John Gould :
- Nicholas Aylward Vigors (1785-1840) en 1831, Aethopyga gouldiae
- René Primevère Lesson (1794-1849) en 1832, Lophornis gouldii
- Johann Natterer (1787-1843) en 1837, Selenidera gouldii
- Philip Lutley Sclater (1829-1913) en 1857, Euphonia gouldi

## Abreviatura (zoología)
La abreviatura Gould  se emplea para indicar a John Gould como autoridad en la descripción y taxonomía en zoología.